# Blackwater and Hawley
Blackwater and Hawley är en civil parish i Storbritannien.   Den ligger i grevskapet Hampshire och riksdelen England, i den södra delen av landet, 50 km väster om huvudstaden London. Antalet invånare är 5 849. Arean är 15,8 kvadratkilometer.
Terrängen i Blackwater and Hawley är platt.